# Gerindra
Gerindra (indonez. Partai Gerakan Indonesia Raya/ Partai Gerindra) – założona w 2008 roku indonezyjska partia polityczna. 

## Poparcie w wyborach
W wyborach do Ludowej Izby Reprezentantów z 2014 roku partia uzyskała 11,81% ważnie oddanych głosów, zdobywając w ten sposób 73 mandaty. W kolejnych wyborach w 2019 roku ugrupowanie uzyskało 12,57% głosów (78 mandatów).
| Wybory | Poparcie | Zmiana punktów procentowych | Mandaty | Zmiana |
| ------ | -------- | --------------------------- | ------- | ------ |
| 2009   | 4,46%    | -                           | 26      | -      |
| 2014   | 11,81%   | 7,35                        | 73      | 47     |
| 2019   | 12,57%   | 0,76                        | 78      | 5      |